# Molly Reynolds
Molly Reynolds és una productora, guionista i directora australiana, més coneguda pel documental de 2021 My Name Is Gulpilil sobre l'aclamat actor i ballarí David Gulpilil. Va escriure i dirigir Another Country el 2015, i va coescriure i codirigir l'única persona ShoPaapaa in 2020.
Moltes de les obres de Reynolds estan sobre el tema de l'experiència dels indígenes australians, que va començar com un "feliç accident" quan la seva parella Rolf de Heer va començar a treballar a la pel·lícula del 2006 Ten Canoes.
Reynolds també ha treballat com a consultor en el sector cinematogràfic australià, assessorant sobre qualificacions nacionals, desenvolupant i impartint plans d'estudis a diverses universitats i formant part de panells de revisió.

## Filmografia
| Pel3lícula                             | Paper                     |
| -------------------------------------- | ------------------------- |
| The Balanda and the Bark Canoes (2006) | Directora                 |
| Twelve Canoes (2008)                   | Productora                |
| Another Country (2015)                 | Guionista, directora      |
| Still Our Country (2015)               | Directora, productora     |
| The Waiting Room (2018)                | Director                  |
| ShoPaapaa (2020)                       | Coguionista, co-directora |
| My Name Is Gulpilil (2021)             | Guionista, directora      |